# Ruth Bré
Ruth Bré, egentligen Elisabeth Bouness, född 19 december 1862 i Breslau, död 7 december 1912 i Herischdorf, var en tysk lärare, författare och feminist.
Bré utvecklade i sina skrifter en modersrättslig utopi, till vilken hon hämtade inspiration från Johann Jakob Bachofen  och Lewis H. Morgan. Hon grundade 1905 mödraskyddsförbundet Bund für Mutterschutz und Sexualreform tillsammans med Helene Stöcker. Bré var dock mest betydelsefull som visionär och impulsgivare.